# Albert de Quintana de León
Albert de Quintana de León (Torroella de Montgrí, 1890-Madrid, 1932) fue un abogado y político republicano español.

## Biografía
Nació en 1890 en la localidad gerundense de Torroella de Montgrí, hijo de Pompeyo de Quintana Sierra, nieto de Albert de Quintana Combis y primo de Albert de Quintana Vergés, también políticos, este último vinculado a la CEDA. Licenciado en derecho, empezó a trabajar de pasante de Pedro Corominas y Montaña, quien lo convenció para afiliarse a la UFNR y colaboró en su órgano, El Poble Català, aunque en 1912 apoyó puntualmente al reformismo de Melquíades Álvarez. Después se afilió al Partido Republicano Catalán, y con este partido fue elegido diputado provincial por Gerona en 1918 y 1921.
Al proclamarse la Segunda República Española, fue nombrado gobernador civil de Gerona. También participó en la Conferencia de Izquierdas y en la fundación de Esquerra Republicana de Cataluña, partido con el que fue elegido diputado por la provincia de Gerona a las elecciones generales de 1931. Murió poco después en Madrid. Fue el primer presidente del Girona FC desde 1930 a 1932.